# Jesús García Pitarch
Jesús Vicente García Pitarch (Puebla de Vallbona, Valencia, España, 14 de noviembre de 1963), deportivamente conocido como García Pitarch es un exfutbolista español que jugaba como delantero, siendo un extremo zurdo, rápido y laborioso. Ha sido director deportivo de Valencia CF hasta el 7 de enero de 2017, fecha en la que dimitió.

## Trayectoria

### Como jugador
Suso García Pitarch se formó en las categorías inferiores del Valencia CF, con el que llegó a disputar dos temporadas en Primera División. Su debut en la máxima categoría fue el 8 de enero de 1984, ante el Sporting de Gijón. Rápidamente se ganó un puesto en el once titular, apareciendo en 37 encuentros ligueros en año y medio.
El verano de 1985 se desvinculó del club valenciano para fichar por el RCD Español. Titular en su primera temporada, la siguiente se quedó inédito por culpa de una hepatitis.
La temporada 1987/88 Paquito, el técnico que le había hecho debutar como profesional en el Valencia CF, le dio la oportunidad de volver a jugar con la UE Figueres, de Segunda División. Con los gerundenses disputó tres campañas. La temporada 1990/91 tuvo un breve pero fulgurante paso por el Orihuela Deportiva, que esa temporada debutaba en la categoría de plata. Con 22 goles, García Pitarch lideró a un cuadro que se quedó a las puertas de disputar la promoción de ascenso a Primera, un éxito sin precedentes para el modesto conjunto alicantino.
Su rendimiento le abrió de nuevo las puertas de la Primera División, defendiendo la camiseta del CD Logroñés de 1991 a 1993. En la recta final de su carrera jugó en Segunda con el CP Mérida y el Villarreal CF, y se retiró con el  Real Murcia, en Segunda B, la temporada 1996/97.

### Tras su retirada
Licenciado en derecho en 1987, tras su retirada abrió un despacho de abogados en su pueblo natal, al tiempo que ejercía como comentarista deportivo en Canal 9.
Fue director de la Escuela del Valencia CF, y en 2002 reemplazó a Javier Subirats como director deportivo de la entidad valencianista. Durante su gestión, saneó la economía del club con su política de fichajes[cita requerida] y se lograron varios éxitos deportivos (una Liga y una Copa de la UEFA), aunque tuvo reiterados enfrentamientos con el entrenador, Rafa Benítez, quien se mostró especialmente descontento con la austeridad económica en la confección de las plantillas. Estos desencuentros y su falta de sintonía con el consejero delegado, Manuel Llorente, le llevaron a presentar la dimisión en dos ocasiones, estando al borde de la destitución en diciembre de 2003. Pese a todo, se mantuvo en el cargo hasta 2004, año en que, como Benítez, terminó abandonando el club.
En mayo de 2006 fue contratado como director deportivo por el Atlético de Madrid, en lugar de Toni Muñoz, y dejó su cargo en junio de 2011. Cuando llegó al cargo lo hizo a un club que hacía 6 años que no participaba en competición europea y que hacía 10 años que no ganaba ningún título y 45 años que fuera europeo. Tras 5 temporadas al cargo de la dirección, el equipo participó 2 años en Champions League y 3 años en UEFA y consiguió como títulos, una Copa de la UEFA y una Supercopa de Europa, títulos que no tenía el club hasta el momento.
Pitarch fue duramente criticado por sus fichajes y por sus numerosos e infructuosos viajes a Brasil, no obstante realizó fichajes como Diego Forlán, que consiguió una bota de oro en el club rojiblanco, José Antonio Reyes, Simão Sabrosa, Filipe Luis, Eduardo Salvio y Godín,  además de jugadores libres de contrato tales como Paulo Assunsao, Tomáš Ujfaluši, Miranda o Adrián.
El 6 de julio de 2012 el Hércules Club de Fútbol de la segunda división busca a alguien para profesionalizar al club y devolverlo a la primera división y los propietarios alicantinos confían en Suso para realizar esa labor nombrándole presidente de la entidad. Gran parte de la afición blanquiazul se mostró en contra del nombramiento de Pitarch por su condición de exvalencianista[cita requerida] (el Valencia es uno de los rivales históricos del club) y por su poca vinculación con la identidad hasta el día de su nombramiento, hecho que ha provocado que las iras de la afición se centren en su contra.
En la temporada 2013/14, forma parte del organigrama del Real Zaragoza tomando posesión del cargo de director general, por una sola temporada, en la que económicamente como deportivamente no se consiguen los objetivos prioritarios, que son la reducción del déficit en la temporada y el ascenso. A la salida del club de Agapito Iglesias es cesado por éste antes de traspasar sus acciones.
En verano de 2014 ficha como director deportivo del Baniyas SC de Abu Dabhi (Emiratos Árabes Unidos), donde contrata a españoles como Joan Verdú, Luis García Plaza y Ángel Dealbert, pero la adaptación no fue fácil.
El 13 de enero de 2016 es nombrado nuevo director deportivo del Valencia Club de Fútbol, volviendo doce años después al club en el que se formó como futbolista. La entidad necesitaba una figura que encabezara la estructura deportiva del máximo accionista, Peter Lim.
El 7 de enero de 2017 Jesús García Pitarch presenta su dimisón irrevocable como director deportivo del Valencia Club de Fútbol.
En octubre de 2018 ficha por el Aston Villa. Abandona el club inglés en julio de 2020.

## Selección nacional
Fue internacional en cinco ocasiones con la selección sub-21 de España. También disputó con la amateur la fase de clasificación para los Juegos Olímpicos de Los Ángeles 1984.

## Clubes

### Como jugador
| Club                  | País   | Año       | Partidos | Goles |
| --------------------- | ------ | --------- | -------- | ----- |
| CD Mestalla           | España | 1982-1983 |          |       |
| CF Gandia             | España | 1983-1984 |          |       |
| Valencia CF           | España | 1983-1985 | 40       | 9     |
| RCD Español           | España | 1985-1987 | 32       | 6     |
| UE Figueres           | España | 1987-1990 | 48       | 10    |
| Orihuela Deportiva CF | España | 1990-1991 | 35       | 22    |
| CD Logroñés           | España | 1992-1993 | 53       | 6     |
| CP Mérida             | España | 1993-1994 | 28       | 13    |
| Villarreal CF         | España | 1994-1996 | 73       | 15    |
| Real Murcia           | España | 1996-1997 | 23       | 4     |

### Tras su retirada
| Club               | Cargo                  | Año       |
| ------------------ | ---------------------- | --------- |
| Valencia CF        | Director de la Escuela | 2000-2002 |
| Valencia CF        | Director deportivo     | 2002-2004 |
| Atlético de Madrid | Director deportivo     | 2006-2011 |
| Hércules CF        | Presidente             | 2012-2013 |
| Real Zaragoza      | Director general       | 2013-2014 |
| Baniyas SC         | Director deportivo     | 2014-2015 |
| Valencia CF        | Director deportivo     | 2016-2017 |
| Aston Villa        | Director deportivo     | 2018-2020 |